# Tasmanapis strahan
Tasmanapis strahan är en spindelart som beskrevs av Norman I. Platnick och Forster 1989. Tasmanapis strahan ingår i släktet Tasmanapis och familjen Anapidae.
Artens utbredningsområde är Tasmanien. Inga underarter finns listade i Catalogue of Life.